# Belem (schip, 1896)
Het in Frankrijk gebouwde schip Belem werd geëxploiteerd door reders in Frankrijk, het Verenigd Koninkrijk en Italië, oorspronkelijk als bark getuigd, maar later omgebouwd naar een barkentijn.
Weer in Franse dienst en in bezit van de Stichting Belem, is de Belem opnieuw uitgerust als een bark.

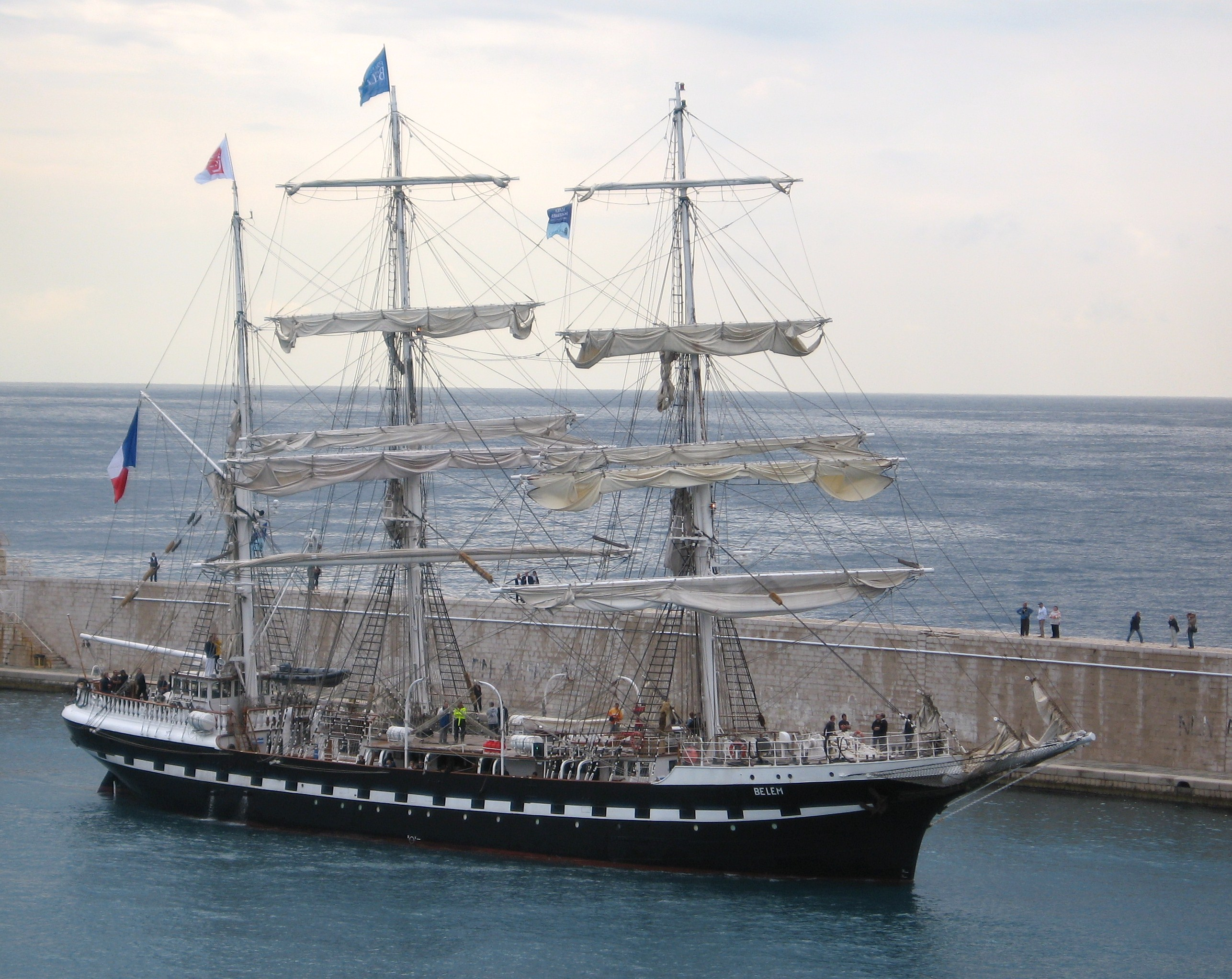
De Belem in de haven van Nice

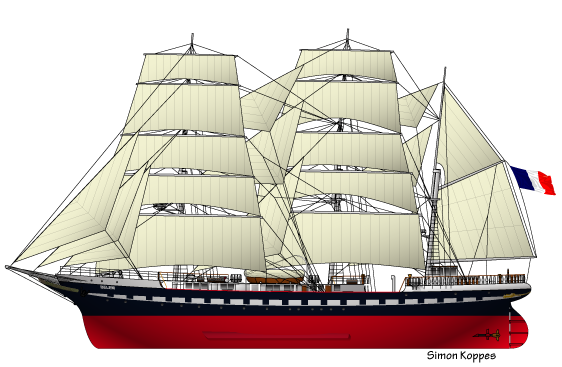
Lijntekening van de Belem

In opdracht van de reder Denis Crouan Fils gebouwd op de Dubigeon werf bij Chantenay sur Loire, startte het schip Belem als een eenvoudig handelsschip, uitgerust met drie houten masten en een stalen romp. De volgende 18 jaar stak de Belem 33 maal de Atlantische Oceaan over met verschillende lading.
Vlak voor het uitbreken van de Eerste Wereldoorlog kwam een eind aan zijn jaren als transportschip. In maart 1914 kreeg de Belem een nieuwe Britse eigenaar: de 2e hertog van Westminster. Het schip werd volledig omgebouwd tot een luxe privé jacht. De houten masten werden vervangen door stalen exemplaren en twee, ieder door een motor aangedreven schroeven geïnstalleerd. In het scheepsruim werden hutten en voor de grote mast een dekhuis gebouwd. Op het achterdek kwam de opvallende victoriaanse balustrade met witte kolommen.
In 1921 werd de Belem gekocht door Arthur Ernest Guinness en van een nieuwe naam Fantôme II voorzien. Het schip werd in het interbellum gebruikt als luxe transportmiddel en drijvend kantoor. Tijdens de Tweede Wereldoorlog werd het schip opgelegd bij het eiland Wight, waar het zwaar werd beschadigd tijdens een bombardement.
De Italiaanse graaf Vittorio Cini kocht het schip in 1951 van de erfgenamen van Sir Guinness. Het schip werd omgebouwd tot een schoolschip voor 600 wezen van zeelui en vissers. Het schip werd gerepareerd, als barkentijn getuigd en gaf het de naam Giorgio Cini, vernoemd naar Giorgio Cini, de zoon van Graaf Cini die omkwam bij een vliegtuigongeluk in 1949.
Met ongeveer 60 jonge cadetten per reis, zeilde het schip op de Middellandse Zee. In 1965 voldeed het niet meer aan de nieuwe veiligheidseisen. In 1976 werd het schip verkocht aan een Venetiaanse werf, opgeknapt en te koop gezet.
Op initiatief van Luc Gosse probeerde een groep zakenlieden de "Belem" terug in Franse dienst te krijgen. Het initiatief lukte en in minder dan een jaar nadat het schip was teruggekeerd, werd in 1977 de Stichting Belem opgericht. Het schip werd weer als bark getuigd en gerenoveerd volgens de hedendaagse normen van zeewaardigheid en veiligheid.
De Belem wordt nu gebruikt als een commercieel zeiltrainingsschip.

## Technische gegevens
- tonnage: 534 bruto
- waterverplaatsing: 750 ton
- lengte: 58 m over alles
- breedte: 8,8 m
- diepgang: 3,6 m
- masthoogte boven water: 34 m
- zeiloppervlak: 1.000 m²
- MMSI: 227051000
- IMO: 8622983
- Call sign: FUZW